# Autobahn Dandong–Fuxin
Die Autobahn Dandong–Fuxin oder Danfu-Autobahn (chinesisch 丹阜高速公路, Pinyin Dānfù gāosù gōnglù, englisch Danfu Expressway), chin. Abk. G1113, ist eine größtenteils fertiggestellte regionale Autobahn in der Provinz Liaoning im Nordosten Chinas. Die 440 km lange Autobahn führt von Dandong an der Grenze zu Nordkorea aus in nordwestlicher Richtung über Benxi, die Provinzhauptstadt Shenyang und Xinmin bis nach Fuxin und mündet dort in die Autobahn Changchun-Shenzhen (G25) ein. Zweimal kreuzt sie die Liaozhong-Ringautobahn (G91). Das westlichste Stück der Autobahn von Xinmin nach Fuxin ist als einziges noch nicht fertiggestellt.